# Galassia Nana della Macchina Pneumatica
La Galassia Nana della Macchina Pneumatica (Antlia Dwarf Galaxy) è una galassia nana sferoidale/galassia irregolare (dE3.5, dSph, dSph/Irr) che si trova a circa 1,3 Mparsec (4,3 milioni di anni luce) dalla Terra, nella costellazione della Macchina Pneumatica (Antlia). È il quarto e più debole componente del vicino gruppo di galassie, il Gruppo della Macchina Pneumatica-Sestante (Antlia-Sextans group). Questa galassia contiene stelle di tutte le età, una significativa quantità di gas e mostra segni di recente formazione stellare. Si osservano segni di interazione mareale con la piccola galassia a spirale barrata NGC 3109.

## La scoperta
La Galassia Nana della Macchina Pneumatica fu catalogata inizialmente nel 1985 da H. Corwin, Gérard de Vaucouleurs, e A. de Vaucouleurs. In seguito nel 1985 e 1987 due gruppi di astronomi ipotizzarono che si trattasse di una galassia nana vicina. Nel 1997, nel corso di campagna astronomica osservativa dell'emisfero boreale, Alan Whiting, Mike Irwin and George Hau confermarono trattarsi di una galassia nana, rilevandone le stelle e determinandone la distanza in 1,15 Mpc (anche se attualmente si stima sia leggermente maggiore).
Nel 1999 la Galassia Nana della Macchina Pneumatica è stata identificata da Sidney van den Bergh come il quarto componente del Gruppo della Macchina Pneumatica-Sestante, il gruppo di galassie più vicino al Gruppo Locale.

## Caratteristiche
La Galassia Nana della Macchina Pneumatica è stata classificata alternativamente come galassia nana ellittica di tipo dE3.5, o come galassia nana sferoidale (dSph) o come galassia di transizione da sferoidale a irregolare (dSph/Irr). L’ultima classificazione è conseguente alla presenza, in questa galassia, di una ragguardevole attività di formazione stellare negli ultimi 100 milioni di anni.
La galassia presenta due componenti: un nucleo e un vecchio alone galattico. Il suo raggio effettivo è circa 0,25 kpc. La metallicità è molto bassa con un rapporto Fe/H di 1,6-1,9, il che significa che la galassia contiene da 40 a 80 volte meno elementi pesanti del Sole.
Ha un ramo delle giganti rosse ben definito e identificabile, la cui analisi ha permesso di calcolare facilmente la distanza di questa galassia. La luminosità totale della galassia è approssimativamente 1 milione di volte quella del Sole (la magnitudo assoluta visibile è MV=−10,3).
La massa stellare stimata della galassia è di circa 2–4×106 masse solari, mentre la sua massa totale (entro il raggio visibile) è approssimativamente di 4 × 107 masse solari. La galassia contiene stelle di ogni età ma dominano stelle più vecchie con età superiore ai 10 miliardi di anni. Pare che intorno a 100 milioni di anni fa vi sia stato un rilevante periodo di formazione stellare. Comunque, le stelle giovani appaiono confinate nella regione centrale della galassia.
La galassia ha caratteristiche inusuali rispetto alle galassie nane sferoidali in quanto contiene una grande quantità di atomi di idrogeno neutro (almeno 7 ×105 masse solari), ma non sono presenti significative regioni H II e attualmente non vi è formazione stellare.

## Posizione e interazioni
La Galassia Nana della Macchina Pneumatica si trova a circa 1,31 Megaparsec (4,3 milioni di anni luce), nella costellazione della Macchina Pneumatica. La distanza dal baricentro del Gruppo Locale è di circa 1,7 Megaparsec. A tale distanza risulta situata piuttosto all’esterno del Gruppo Locale e pertanto è un componente di un gruppo di galassie nane chiamato Gruppo della Macchina Pneumatica-Sestante. La Galassia Nana della Macchina Pneumatica è separata dalla piccola galassia spirale/irregolare NGC 3109 di soli 1,18 gradi, che corrispondono ad una distanza fisica compresa tra 29 e 180 kiloparsec (cioè tra 95.000 e 590.000 anni luce) in rapporto alla loro distanza radiale.
La Galassia Nana della Macchina Pneumatica e NGC 3109 potrebbero essere fisicamente legate se la loro distanza non è eccessiva. Tuttavia la loro velocità reciproca (43 km/s) pone dubbi sul fatto che siano in interazione, specie se la distanza tra di loro è più vicina al limite superiore di 180 kpc. Se sono legate gravitazionalmente, la loro massa totale potrebbe essere superiore a 78 miliardi di masse solari.
Alcune osservazioni hanno inoltre dimostrato che NGC 3109 presenta la deformazione del gas del disco galattico, che si muove alla stessa velocità del gas della Galassia Nana della Macchina Pneumatica, ad indicare che le due galassie hanno avuto un incontro ravvicinato circa un miliardo di anni fa.